# Meerhusen
Meerhusen en Marckhusen worden in de zestiende eeuw genoemd als dorpen die zouden zijn verdronken in de Dollard. De namen komen niet in middeleeuwse bronnen voor. Ook later keren deze namen niet terug. Meerhuissen duikt eerst op in een (onbetrouwbare) lijst van verdronken dorpen uit 1544, het belandt dan als Meerhusen samen met Marckhusen op de Dollardkaart van 1574.  Ubbo Emmius noemt het dorp Marchusa. 
Kennelijk is er sprake van een verdubbeling doordat de samensteller meerdere afschriften van dezelfde lijst heeft gebruikt. Op een kaart van Laurentius Michaelis uit 1579 komt wel het eiland Marchuse voor, waarmee Munnikeveen wordt bedoeld.Op dezelfde plaats karteert Johannes Florianus in 1592 Muncker:ueen.